# Купонна облігація
Купонна облігація — тип облігації, за якою власнику облігації виплачується не тільки номінальна вартість у момент погашення, але і періодичний відсоток. Купонні облігації є найпоширенішим видом облігацій, при цьому найвживаніший термін купонного періоду становить 6 місяців.

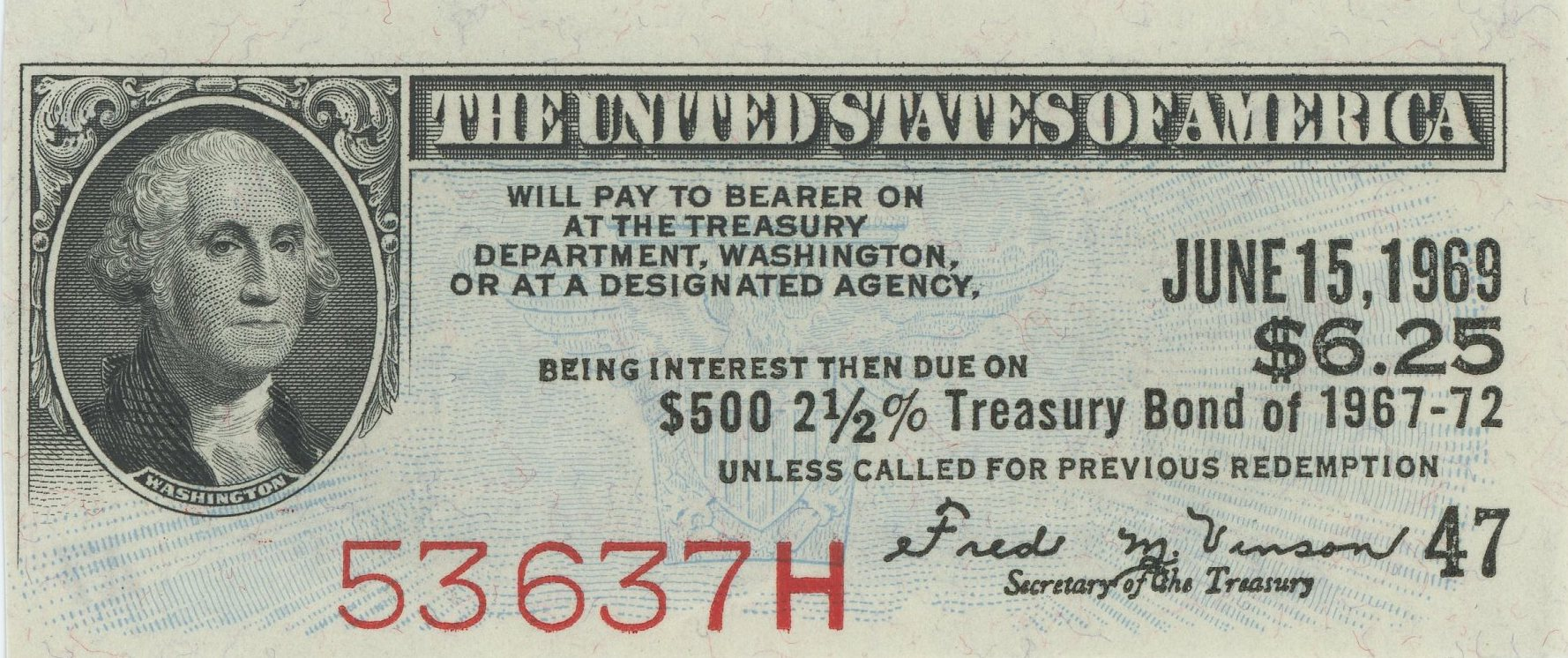
2.5% купон казначейської облігації США номіналом $500

У свою чергу, купонні облігації поділяються на такі види:
- Облігації з постійним купоном
- Облігації зі змінним купоном
- Облігації, що індексуються